# Winfried Georg Sebald
Winfried Georg Sebald (18. května 1944 Wertach – 14. prosince 2001 Norfolk) byl německý literární vědec a spisovatel.

## Život
Winfried Georg (Maximilian) Sebald se narodil jako druhé dítě Georga a Rosy Sebaldových ve vsi Wertachu v bavorském Allgäu, ve sklářské katolické rodině. V té době právě vrcholila druhá světová válka. Ta ovšem do zapadlé bavorské vesničky nikdy nedorazila: zatímco několik desítek kilometrů odtud páchali nacisté svá poslední zvěrstva a spojenečtí letci zabíjeli na polních cestách bezbranné civilisty, ve Wertachu jako by se zastavil čas. V Sebaldově životě vyplave vědomí této děsivé nevinnosti na povrch po mnoha letech, kdy se již jako uznávaný germanista a profesor na univerzitě ve východoanglickém Norwichi vrací po dlouhých letech do rodného kraje, aby jej popsal v souvislosti s hledáním příčin zániku jednoho života, kterého si jako školák tak vážil.
Po idylickém dětství v alpském údolí, studiích na gymnáziu v Oberstdorfu a později na univerzitě v bádenském Freiburgu, kde se necítil nijak dobře, neboť tehdejší poválečné akademické prostředí bylo podle něho ještě příliš nasáklé jedem nacionálního socialismu, ukončil Sebald roku 1966 studia ve švýcarském Fribourgu a přijal místo asistenta na Manchesterské univerzitě, odkud odešel po dvou letech učit na gymnázium do švýcarského St. Gallenu. Magisterské studium ukončil prací o židovském spisovateli Carlu Sternheimovi a v roce 1969 se mu nakonec v Manchesteru podařilo získat místo vědeckého asistenta.
Jeho osudem se stala Anglie. Roku 1970 přešel jako docent na Východoanglickou univerzitu (University of East Anglia) v Norwichi a jen nerad se vracel do rodné země, neboť v ní spatřoval symbol poválečné prolhanosti a usilovného zapomínání. Univerzita mu nabídla perspektivu a klid k práci, nedokázala však Sebalda, kolegy a přáteli nazývaného Max, zbavit pocitu melancholie. Když se začal počátkem osmdesátých let zamýšlet nad tím, zda by se neměl pokusit spojit své bezpochyby výjimečné analytické schopnosti a profesorský sklon k detailu s poetičtějším světem literatury, ještě netušil, že se pouští na tenký led neustálého hledání a tísnivých pochyb. Obdivovatel Thomase Bernharda se nevyhnul líčení apokalypsy, přidal však vnitřní smutek a pocity úzkosti. Psát ovšem uměl: jeho věty jsou příkladem výjimečně vyváženého zvládnutí jazyka a připomínají místy nádherné obrazy v próze.
Roku 2001, ve věku sedmapadesáti let, Sebald nešťastně zahynul při automobilové nehodě ve východní Anglii a jeho smrt šokovala svou tragikou, ne nepodobnou jeho vlastní rukou inscenovaným absurditám a nepostižitelnostem osudu.

## Dílo
Sebald byl nejpozději od svých velkých prozaických děl Saturnovy prstence a Austerlitz považován za jednoho ze zásadních tvůrců literárního obrazu katastrof dvacátého století a za mistra v umění líčit osudové události jako velké divadlo – jako synopsi historie, jak sám říkal. Vytrácející se paměť a zničená příroda, ztráta domova a omyl nazývaný pokrok, lítice mizejících vzpomínek a Benjaminův angelus novus, anděl historie – tato výrazná kulturně-kritická témata byla podstatou, podnětem a předmětem Sebaldova psaní. Uprostřed těchto katastrofických, do nekonečného toku vyprávění rozčleněných motivů působí autorovo největší životní trauma, bezpříkladné, industrializované vyvraždění Židů v Evropě, navzdory procesu zapomínání jako epicentrum všudypřítomné a zároveň popírané bolesti.

### Podle přírody
Dlouho předtím, než se stal známým spisovatelem, uveřejňoval Sebald literárněvědecké práce. Jeho eseje se objevovaly v novinách, časopisech a četných sbírkách. Jeho první literární pokus Podle přírody (Nach der Natur, 1988) ještě nezaujal, pozdější texty si však rychle získávaly věhlas. Nikdy však nedospěly k čisté románové fikci. Pokud v nich Sebald sám nevystupoval v roli vypravěče, uváděl na scénu jako protagonisty historické osobnosti, okrajové figurky dějin a známé literární postavy, rád zavítal do dokumentovaných biografií a dějin umění nebo se ujímal existujících textů nejrůznějších žánrů. Jeho metoda poetizace a neznatelného posunu skutečných událostí, rozvolnění relace mezi skutečností a fikcí, byla pro řadu čtenářů zprvu dost nezvyklá a kritika se dlouho pokoušela výstižně ji popsat.
Obsahem Sebaldovy prvotiny jsou tři delší „elementární“ básně Jako sníh v Alpách, A zůstal jsem u nejzazšího moře a Temná noc přichází. Ve všech částech triptychu hrají zkušenost přírody, domova a ciziny jakožto základy lidské existence důležitou roli. V první jde o život a dílo malíře Matthiase Grünewalda, druhá popisuje výpravu přírodovědce Georga W. Stellera s Beringovou aljašskou expedicí, a ve třetí vystupuje vypravěč v první osobě jako subjekt autobiografických vzpomínek. Všechny tři postavy, přestože se pohybují ve svém přirozeném čase, překračují historický obzor a ve fenomenologických obrazech v sobě spojují vlastní vzpomínky s přítomností, vytvářejíce tak překvapivé souvislosti mezi jednotlivými texty. Už zde Sebald použil základního literárního postupu, který v pozdějších dílech obměňoval: prostupují v něm narativní a esejistický způsob psaní, dějiny umění a přírody a literárně pojatá biografie, přičemž autor prolíná realitu s fikcí. Dalšími prostředky poetizace jsou skryté citace a opakování motivů, které jednotlivé texty v pozadí propojují. Reflektující a poetický postup přispívají stejnou měrou k poznání. Autorovi se tak podařilo vytvořit vlastní žánr, který lze poukazem na literární tradici jen obtížně vysvětlit.

### Popis neštěstí
Vypravěčova vzpomínka na dětství v něm vyvolává představu nehlučné katastrofy, která je jako předtucha apokalypsy přítomná v celém Sebaldově díle. S ní je neodvratně spojeno i ústřední téma melancholie. V „úvahách nad postupujícím neštěstím“ vidí autor v esejích sbírky Popis neštěstí (Die Beschreibung des Unglücks, 1985) „způsob odporu“, odmítavý postoj k ideji pokroku, který vnímá jako zničující (podobně jako Bernhard). Historie utrpení a propadu jsou pro něj médiem poznání; věří, že „motorika zoufalství a poznání jsou identickými projevy moci“.
Melancholií se Sebald zabýval i jako literární vědec. Texty sbírky Popis neštěstí se zaměřují na aspekty nešťastného života a individuálně vnímaného utrpení na základě stop, které zanechávají v díle. Sebald si všímá fenoménů z literárněvědeckého hlediska pouze okrajových – např. entropie u Adalberta Stiftera nebo pornografie u Gerharda Rotha – a zajímají ho až patologické polohy utrpení a jejich estetické ztvárnění v díle: nenasytnost v jídle u Stiftera, Petera Handkeho schizoidní tendence nebo latentní homosexualita u Huga von Hofmannsthala. Záměrně se vyhraňuje i proti deklarovaným intencím autora, aby rekonstruoval a popsal „neštěstí tvořícího subjektu“, který se „snaží o nemožné: nalézt a popsat pravdu“.

### Pocity. Závratě
V knize Schwindel. Gefühle (1990) zahrnuje Sebald do textů sugestivní fotografie – od účtenky za pizzu až po Giottovy fresky –, které nejenže dodávají líčenému příběhu věrohodnosti, ale místy přebírají i funkci ornamentu. Některé z nich jsou až nadbytečné a – zjevně záměrně – ohrožují autenticitu vyprávění: je-li přesných faktů příliš mnoho, začínají působit neskutečně. Snaha uspořádat vyprávěním skutečnost (i vzpomínky) a ujistit se ve svých pocitech a prožitcích je tak záměrně zeslabována.

Vypravěč knihy je ve svém vztahu ke skutečnosti hluboce znejistěn. Svět vnímá skrze síť druhotných vzpomínek: „Čím víc obrazů z minulosti nashromáždím, tím nepravděpodobnější se mi zdá, že se minulost odehrála právě takto.“ Pracný styl plný vedlejších a vložených vět, občas zabíhající do manýry, příležitostná volba archaismů a přesnost líčení kontrastují s motivy vytvářejícími ve variacích tajuplná propojení mezi různými časovými úrovněmi textů, zpochybňují zdánlivou přehlednost světa a způsobují významový rozpad skutečnosti.

### Vystěhovalci
Čtyři delší prózy Die Ausgewanderten (1992) popisují životní příběhy lidí, kteří opustili domov a žili dlouhá léta v osamění. Vypravěč zkoumá jejich osudy na cestách do různých zemí, a to jak osobně, tak na podkladě dokumentů obsahujících další, vnitřní příběhy. Ve spojení historiografie s poezií Sebald volí opět formu mimo tradiční žánry: časově podmíněnou historickou dokumentaci, která se románovým přepisem nenápadně mění v alegorii.
Umělecká technika Maxe Auracha (kresbu nesčetněkrát maže, přemalovává a proměňuje, takže výsledný obraz jako by neustálou změnou a ničením maloval sám sebe a následně se opět ničil) znázorňuje způsob, jakým probíhá proces vzpomínání. Ujištění o tom, co se opravdu stalo, slouží v knize mnohé fotografie, citované dokumenty a zdánlivě doslovné dialogy v angličtině. Účinek, který se dostaví, však spíše připomíná černobílý film, který působí autenticky, přitom je však zkomponován a s touto dvojakostí si zahrává. Fotografie k textu přiřazuje totiž sám vypravěč. Jednou dokonce sám odhalí obrázek jako podvrh, některé podrobnosti se ukáží být literárními citáty. Také do životního příběhu Ambrose Adelwartha je vetkán šelmovský román en miniature. V různých textech se vícekrát zjevuje postava se síťkou na motýly nejen jako posel smrti, ale i jako nabokovovské ztělesnění vzpomínek, jež nastolují podvědomý efekt analogie a zdánlivě odděleným věcem propůjčují nádech příbuznosti.
V povídce o Maxi Aurachovi lze dobře vysledovat způsob Sebaldova psaní a literární práce s dokumenty, kterou sám označoval za „bricolage“, jak ji chápal Lévi-Strauss (pospojování různorodých prvků, jejichž skutečný význam je součástí vyššího celku). Vnitřní příběh Luisy Lanzbergové se opírá o skutečný deník, který Sebald získal od rodiny Frankových ze Steinachu. „Luisa“ je spojením reálných postav Pauly Frankové, jak ji ve svých deníkových záznamech z let 1947, 1955 a 1962 líčí její sestra Thea, a samotné They. Ta ovšem líčí svou sestru Paulu jako dívku plnou života a optimismu, zatímco u Sebalda nabývá Luisin charakter temnějších odstínů. Například ve scéně s roháči ve Windheimském lese není v původních denících ani zmínky o tom, že by zničehonic upadali do bezvědomí: u Sebalda „občas jako by se něčeho lekli, zkamení hrůzou a upadnou do stavu, který se podobá bezvědomí. Leží pak bez hnutí, a já mám pocit, že přestal dýchat celý svět.“ Autor tak rozvíjí své téma strachu z nastupující katastrofy bez ohledu na skutečnou předlohu. Také Luisina láska k Fritzovi jako by stála ve stínu smrti. Zatímco Thea popisuje šťastné zásnuby své sestry, ústící nakonec ve svatbu, staví autor Luisu dvakrát po bok postavám violisty a těžce zraněného poručíka, zasvěceným smrti. 

Sebald se bránil přímému přebírání – „uzurpaci“, jak to sám označoval – osudů jiných lidí do svých textů a tam, kde se neubránil, je vždy zřejmá jeho úzkostlivá snaha zachovat jistý takt. V anglickém vydání Vystěhovalců tak změnil jméno Maxe Auracha, které příliš připomínalo jméno skutečné předlohy příběhu, v Anglii působícího německého malíře Feuerbacha, na Maxe Ferbera, a než použil deníkové předlohy They Frankové, vyžádal si výslovný souhlas jejího žijícího synovce.
Otázkou zůstává volné manipulování s fakty, kterého se Sebald občas dopouští, aby dosáhl potřebného účinku. Takové montáže zbavují jeho texty dokumentární autenticity, a kdo je prohlédne, může být ochuzen o jisté kouzlo literárně-faktografického líčení, které činí Sebaldovy příběhy pro mnohé čtenáře tak přitažlivými. Prolínání textů s fotografiemi má jistě navodit atmosféru naprosté hodnověrnosti, jak o tom už byla řeč, ale je třeba vědět, že ne vždy je navozená koincidence se skutečností pravdivá. Vyprávění životních příběhů je však jak známo vždy a zásadně neautentické a lze říci, že v literatuře nemá otázka vztahu fikce a faktu velký význam.
Problém při literárním spojování faktů s fikcí může nastat teprve tehdy, když autor před sebe navrství hory dokumentů, zapomíná při jejich zpracovávání zapojit fantazii a řadí jeden fakt za druhým. V takových pasážích se stává četba nezáživnou (platí to o některých pasážích románu Austerlitz (2001), a také ve Vystěhovalcích máme občas pocit, že k nám místo spisovatele promlouvá dokumentarista). Rozvine-li však naplno svou fantazii a dá průchod citu, píše-li jazykem oproštěným od akademického vzdělání (např. při líčení návštěvy bývalého psychiatrického ústavu doktora Abramského), je vyprávění plné kouzla a při své jazykové vytříbenosti velmi působivé.

### Domov plný úzkosti
Ztráta domova hraje roli také ve svazku Unheimliche Heimat (1991), pojednávající o vzdělání a významu pojmu domova u rakouských literátů. Popis domova se zdá být popisem ztráty: „Čím víc se o domově mluví, tím méně existuje.“ Sebald se tu v devíti esejisticky pojatých textech zabývá problematikou exilu na příkladech rakouských autorů Charlese Sealsfielda, Petera Altenberga, Leopolda Komperta, Karla Emila Franzose, Josefa Rotha, Hermanna Brocha, Jeana Améryho, Gerharda Rotha a Petera Handkeho.

### Saturnovy prstence
V knize Die Ringe des Saturn (1995) se vypravěč vydává pěšky po hrabství Suffolk. Již název knihy je metaforou: Saturn je v astrologii planeta, která vládne melancholikům. Jeho prstence, trosky zničených satelitů, představují Sebaldovu metodu: autor akumuluje materiál kroužící kolem jeho hlavních témat; prstence zároveň symbolizují mnohost existenciálních určeností a kontur člověka.
Na pastvinách a blatech anglického pobřeží, v obcích a na statcích, kde se po celá staletí téměř nic nezměnilo, nachází vypravěč známky lidských zásahů do přírody (její ovládání se změnilo ve vykořisťování, jak o tom už byla zmínka ve svazku Podle přírody) a stopy přírodních katastrof, poukazujících na zvolna se blížící apokalypsu. Jednota člověka a přírody je ztracena, smrt je všude kolem nás. Podobně jako rozmetané Saturnovy prstence mohou brzy ze Země zbýt jen neuspořádané zbytky nevratného zničujícího procesu.
Vypravěč se pohybuje v tradici Rousseaua a melancholické literatury: tematický, biografický a zeměpisný rozmach vede vždy zpět k subjektu a ke krajině, která působí opuštěně a zčásti zpustošeně. Z toho, co poutník vidí, se odvíjí to, co je skryté. Odbočky vedou do dávných epoch, ke zmizelým postavám a zapomenutým místům; vypravěč jako by se pohyboval ve všech dobách současně, staré události a krajiny se zpřítomňují. Všude jsou stopy po minulých katastrofách, přicházející neštěstí jsou už na dohled. Na scéně se objevuje Rembrandt, básník a filozof sir Thomas Browne, Swinburne, Joseph Conrad, irský vlastenec Casement a jiné historické postavy. Úvahy o koloniálním útlaku a osvobozovacích bojích nás zavádějí do Konga a Číny, spletité vyprávění odbočuje k líčení zániku lovu sleďů a k historii pěstování bavlny v Německu. Vypravěč rekonstruuje procesy s drobnými změnami a přizpůsobeními a daří se mu tak integrovat současnost a minulost do jednoho encyklopedického, tendenčně apokalyptického obrazu světa, v němž už nikdo nemá domov. Poutník jako by byl posledním přeživším v tomto smutném a ztraceném světě, a přestože nevystupuje stále v první osobě, podává svědectví o své vlastní duševní fyziognomii. Sám sebe označuje za někoho, kdo je vtahován do všeobjímajícího zničujícího procesu přírody i lidí. Jako obraz nepřetržité katastrofy, ale i věčné proměny mu slouží housenka bource morušového. Navazuje tak na nekrolog Thomase Browna, který považoval vývojová stadia motýlů za znamení „transmigrace“ všeho živoucího, za projev nesmrtelnosti duše.

### Byt ve venkovském domě
Texty knihy esejů Logis in einem Landhaus (1998) – Sebald je označil za „marginálie“ – propojují vyprávění s literárně-vědeckými a analyticky pojatými studiemi o Gottfriedu Kellerovi, Johannu Peteru Hebelovi, Robertu Walserovi a dalších. Sebald v nich konstruuje souvztažnosti v životopisech autorů, když se osobně vydává po Rousseauových stopách na ostrov sv. Petra, když na podkladě vizuální podobnosti na starých fotografiích srovnává osudy Roberta Walsera s osudy vlastního dědečka nebo když uvádí, že si při definitivním odjezdu ze Švýcarska do Manchesteru přibalil do kufru Kellerova Zeleného Jindřicha, Hebelovu Pokladničku porýnského domácího přítele a Walserova Jakoba von Guntena. Sebaldovi oblíbenci – vedle jmenovaných jsou to ještě Eduard Mörike a malíř Johann Peter Tripp – mají společné to, že jejich životům dominuje psaní. Jsou jím posedlí, je pro ně „nutkáním, které je žene vpřed a dokazuje, že spisovatel je ze všech subjektů postižených přemýšlením nejhůře vyléčitelný“ – nejnázorněji se snad tento fenomén projevuje na Kellerových čmáranicích a Walserových mikrogramech.
Spisovatelé, jejichž portréty nám Sebald nabízí, trpí „poruchou chování, jež každý pocit proměňuje v písmena a s udivující neomylností se míjí s životem“. Jsou to outsideři, kteří se odvracejí od převažujících tendencí doby. Jejich psaní působí jako obrana; biedermeier je Sebaldovi obrannou reflexí, předjímající špatný konec. Autoři se snaží uniknout plíživé katastrofě epochy, v soukromí však nalézají jen náhražku štěstí. Odvrácení od života a popírání skutečnosti je nevyhnutelně vede k vlastnímu ztroskotání – alternativní životní cesty, jako třeba naplnění v lásce, jsou tu jen literárním východiskem.

### Letecká válka a literatura
Kniha Luftkrieg und Literatur (1999) obsahuje v lehce pozměněné podobě Sebaldovy curyšské poetické přednášky z konce roku 1997. Leteckou válkou zde Sebald myslí především „morální bombardování“, zdánlivě nesmyslné ničení německých měst letadly Spojenců v závěru druhé světové války. Ptá se, jak se Němci s touto traumatickou dějinnou událostí vyrovnali, a konstatuje, že v oblasti literatury jakákoli ozvěna až na výjimky prakticky schází. Dodává, že on téměř absolutně postrádá literární zachycení hlubokého narušení duševního života, které tyto nálety nutně musely u Němců vyvolat.

### Austerlitz
V románu Austerlitz (2001) pracuje Sebald s postavou nesoucí jméno napoleonského bojiště, název jednoho z pařížských nádraží a rovněž rodné jméno Freda Astaira a jedné postavy v Kafkových denících. V „Salle des pas perdus“, čekárně nádraží v Antverpách, se vypravěč seznámí s podivuhodným cestujícím, který tam fotografuje zrcadla. Oba se pak potkávají během následujících desetiletí na různých místech Evropy. Austerlitz, pražský rodák, vypráví v dlouhých monolozích o svém životě, o procesu hledání sama sebe, o rekonstrukci vlastní biografie a archeologii evropských dějin. Sebald zde opět používá podobné motivy, obrazy a analogie jako ve svých dřívějších dílech. Vedle již zmíněné tematizace zániku a katastrofy se v knize soustřeďuje na dějiny a psychologii architektury: vývoj architektury je pro něho svědectvím válek, které představují pokrok směřující proti lidstvu. Vojenské historie si všímá na příkladu belgické pevnosti Breendonk a upozorňuje na pošetilost těchto absurdně předimenzovaných staveb, hraničící s paranoiou. V působivém monologu připomínajícím tirády Thomase Bernharda podobně kritizuje novostavbu pařížské Národní knihovny, představující architekturu vládnoucích vrstev, která má působit ohromujícím až zastrašujícím dojmem a člověka jako individualitu pohlcuje. Jako příklady odlidštěného labyrintu uvádí dále chodby a schodiště bruselského Justičního paláce a dalších bezútěšných budov, připomínajících vstupy do antických nekropolí. Zmiňuje se rovněž o Kafkově Stavbě.
Všechny tyto fantastické budovy jsou zároveň obrazem Austerlitzova duševního stavu: protagonista prožívá neustálou krizi, jeho duše se nemohla pod tíhou neurčitého pocitu ztráty sebeurčení vyvinout. Aby tomu unikl, chystá se k napsání gigantického díla o historii stavebnictví (viz Bernhardův román Korektura), které by pojednávalo o architektuře, hygieně, hydroterapii, páře a plynu, vězeňství, světle a stínu atd., přičemž je zřejmé, že práci nikdy nemůže zvládnout, natož dokončit. Když prodělá krizi a není schopen dál psát, zhroutí se. Toto autorské selhání si vypravěč vysvětluje „přílišným nahromaděním vědomostí“, které už není možné rozumově obsáhnout. Austerlitz hovoří o „stopách bolesti“, které se táhnou celou historií jako nesčetné drobné linie utrpení. Podobně jako v dřívějších knihách tematizuje Sebald problém „mrtvých, kteří se vracejí, ba jsou tu stále s námi“. Aby přemostil různá časová období, používá literární techniky korespondence, srovnávání, obrazných vzpomínek a analogií; při jízdě vlakem Evropou prožívá Austerlitz dřívější události znovu, jen s lehkým posunem, „jako by se čas od té doby, kdy jsem poprvé odjížděl z Prahy, zastavil“.
Román Austerlitz, který měl velký úspěch zejména v USA, přestože v Sebaldově technice psaní ani literárním přístupu nepřinesl mnoho nového, byl posledním v řadě děl autora, který hledal nový domov v cizině, ale pravděpodobně ho tam nenalezl.
Český literární časopis A2 zařadil jeho tento román mezi nejlepší světové prózy po roce 2000.

### Campo Santo
Posmrtně vyšel v mnichovském nakladatelství Hanser soubor literárněvědných úvah a esejů z autorovy pozůstalosti pod názvem Campo Santo (2003). Také v něm se vracejí Sebaldova témata, jak je autor shromažďoval v posledních dvaceti letech života. Není zřejmé, zda by se jedno z nich mohlo stát podkladem k napsání většího díla, a tak tyto korsické črty zůstanou pouhým torzem. Česky vyšlo v roce 2020 v překladu Radovana Charváta.

### O zemi a vodě
Sbírka básní Über das Land und das Wasser (editor Sven Mayer, 2008) rozdělená do tří částí, zachycuje Sebaldovu lyriku z celého autorova tvůrčího období. Po rozpačitějších, mnohdy epigonálních začátcích se dobírá vlastního, typicky stručného a přiléhavého výrazu, místy využívá trudnomyslného, nezvyklého jazyka vypravěče cestujícího časem a vzpomínkami.

## Spisy

### Literární dílo
- Podle přírody (Nach der Natur. Ein Elementargedicht, verlegt bei Franz Greno 1988, Nördlingen)
- Pocity. Závratě (Schwindel. Gefühle, Eichborn Verlag 1990, Frankfurt am Main)
  - český překlad Radovan Charvát, Praha; Litomyšl : Paseka, 2015, ISBN 978-80-7432-596-0
- Vystěhovalci. Čtyři dlouhé povídky (Die Ausgewanderten. Vier lange Erzählungen, Eichborn Verlag 1992, Frankfurt am Main)
  - český překlad Radovan Charvát, Praha; Litomyšl : Paseka, 2006, ISBN 80-7185-746-7
- Saturnovy prstence. Anglická pouť (Die Ringe des Saturn. Eine englische Wallfahrt, Eichborn Verlag 1995, Frankfurt am Main)
  - český překlad Radovan Charvát, Praha; Litomyšl : Paseka, 2012, ISBN 978-80-7432-193-1
- Austerlitz (Austerlitz, Carl Hanser Verlag 2001, Mnichov)
  - český překlad Radovan Charvát, Praha; Litomyšl : Paseka, 2009, ISBN 978-80-7185-960-4
- Byt ve venkovském domě (Logis in einem Landhaus, Hanser Verlag 2015, Mnichov)
  - český překlad Radovan Charvát, Praha ; Litomyšl : Paseka 2018, ISBN 978-3-446-19503-5
- Nedovyprávěno. 33 textů a 33 leptů (Unerzählt, 33 Texte und 33 Radierungen, Carl Hanser Verlag 2003, Mnichov) - společně s Janem Peterem Trippem, posmrtné vydání
- Campo Santo (Campo Santo, Carl Hanser Verlag 2003, Mnichov) posmrtné vydání
  - český překlad Radovan Charvát, Praha ; Opus – Kristina Mědílková, Martínkovice, 2020, ISBN 978-80-87048-64-1
- O zemi a vodě (Über das Land und das Wasser, vybrané básně z let 1964–2001, editor Sven Mayer, Carl Hanser Verlag 2008, Mnichov)

### Eseje a literárněvědné texty
- Carl Sternheim: Kritikové a oběti vilémovské éry (Kritiker und Opfer der Wilhelminischen Ära, Kohlhammer 1969, Stuttgart)
- Mýtus ničení v Döblinově díle (Der Mythus der Zerstörung im Werk Döblins, Stuttgart: Ernst Klett 1980, Stuttgart)
- Popis neštěstí. K rakouské literatuře od Stiftera po Handkeho (Die Beschreibung des Unglücks. Zur österreichischen Literatur von Stifter bis Handke, Residenz Verlag 1985, Salcburk/Vídeň)
- Radikální scéna: divadlo v Německu v 70. a 80. letech (A radical stage: theatre in Germany in the 1970s and 1980s, ed. by W.G. Sebald, Oxford: Berg 1988)
- Domov plný úzkosti. Eseje o rakouské literatuře (Unheimliche Heimat. Essays zur österreichischen Literatur, Residenz Verlag 1991, Salcburk/Vídeň); česky vyšlo v roce 2021 v překladu Radovana Charváta[4]
- Byt ve venkovském domě (Logis in einem Landhaus. Autorenportraits über Gottfried Keller, Johann Peter Hebel, Robert Walser u.a., 1998)
- Letecká válka a literatura, s esejem o Alfredu Anderschovi (Luftkrieg und Literatur, mit Essay über Alfred Andersch, Carl Hanser Verlag 1999, Mnichov)

### Filmy
- W.G.Sebald: Der Ausgewanderte, Regie: Thomas Honickel, gesprochen von Gert Heidenreich (něm.), 2007
- Sebald. Orte., Regie: Thomas Honickel, gesprochen von Andreas Neumann (něm.), 2007